# Rolando García
Rolando García (Santiago del Cile, 15 dicembre 1942) è un ex calciatore cileno, di ruolo difensore.

## Carriera
Con la Nazionale cilena ha preso parte ai Mondiali 1974.